# Удайпур (округ)
Удайпур (англ. Udaipur) — округ в индийском штате Раджастхан. Расположен на юге штата. Разделён на 7 подокругов. Административный центр округа — город Удайпур. Согласно всеиндийской переписи 2001 года население округа составляло 2 632 000 человек. Уровень грамотности взрослого населения составлял 59 %, что соответствовало среднеиндийскому уровню (59,5 %).